# Huétor Tájar
Huétor Tájar [andalusisch Huétoh Táhah] ist eine Stadt in Spanien in der Provinz Granada. Die Stadt liegt westlich von Granada und nordöstlich von Málaga am westlichen Ende der Vega de Granada auf einer Höhe von 484 m. Huétor Tájar hat 10.653 Einwohnern (Stand: 2024).